# Franz Holter
Franz Holter (26. listopadu 1842 Wels – 3. nebo 4. dubna 1921 Wels nebo Linec) byl rakouský politik německé národnosti z Horních Rakous, na počátku 20. století poslanec Říšské rady.

## Biografie
Vystudoval nižší gymnázium v Kremsmünsteru. Byl majitelem železářské firmy Jax ve Welsu. Angažoval se veřejně i politicky. Zasedal v obecním výboru ve Welsu. Byl členem obchodní komory a výboru městské spořitelny. Působil rovněž v muzejním výboru. Byl dlouholetým náměstkem zemského předsedy svazu hasičů. Město Wels mu udělilo čestné občanství. Získal Zlatý záslužný kříž.
Působil i jako poslanec Říšské rady (celostátního parlamentu Předlitavska), kam usedl ve volbách roku 1901 za kurii městskou v Horních Rakousích, obvod Wels, Lambach, Grieskirchen atd. Ve volebním období 1901–1907 se uvádí jako Franz Holter, kupec.
Ve volbách roku 1901 se uvádí jako kandidát Německé lidové strany.
Zemřel v dubnu 1921. Pohřeb se měl konat ve Welsu.